# 湄伦湄
湄伦湄（缅甸语：မယ်လွန်းမယ်，1743年—1807年2月24日），尊号是底里帕拉瓦摩诃亚金达明加拉黛维，是缅甸贡榜王朝国王波道帕耶的首席王后。她是因瓦市长明耶觉丁和杜伊的女儿，于1760年在阿瓦嫁给波道帕耶为他的第二位妻子，此前在1759年波道帕耶娶了湄伦布为妻，湄伦布后来成为了中宫王后。波道帕耶本来是缅甸的王位继承人，但是他的哥哥辛标信却将王位传给了自己的儿子新古王，波道帕耶则被放逐到实皆，不得不亲自劳动来谋生，因为新古王并不为自己的叔叔支付生活费，作为波道帕耶的首席配偶，湄伦湄也亲自酿酒来赚钱。波道帕耶即位后，湄伦湄被封为首席王后，她有三个女儿，她的其中两个外孙就是实皆王和沙耶瓦底王，一个外孙女就是日后实皆王的原配妻子辛比梅。湄伦湄于1807年在敏贡逝世。

## 子女
湄伦湄有3个女儿：
1.坎尼公主，生于1761年，尊号底里摩诃明加拉亚达那黛维，1794年嫁异母弟扎多敏梭王太子，有子嗣，逝世于1836年。
2.东德温公主，生于1763年，尊号底里蒂拉卡摩诃巴达苏利亚亚达那黛维，1783年嫁异母兄扎多敏梭王太子，有子嗣，包括日后的巴基道王和沙耶瓦底王，逝世于1793年。
3.梅杜公主，生于1764年，尊号底里摩诃亚达那玛拉黛维，1787年嫁异母兄弟卑缪亲王莽瑞蒙，有子嗣，包括辛比梅公主，她的丈夫于1819年被处决，她也于同年去世。